# چهره‌نگاری

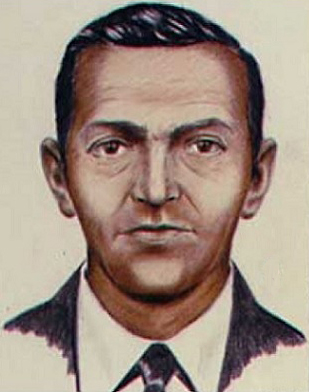
تصویر چهره‌نگاری شده دستی در سال ۱۹۷۲ از دی.بی. کوپر توسط اداره تحقیقات فدرال

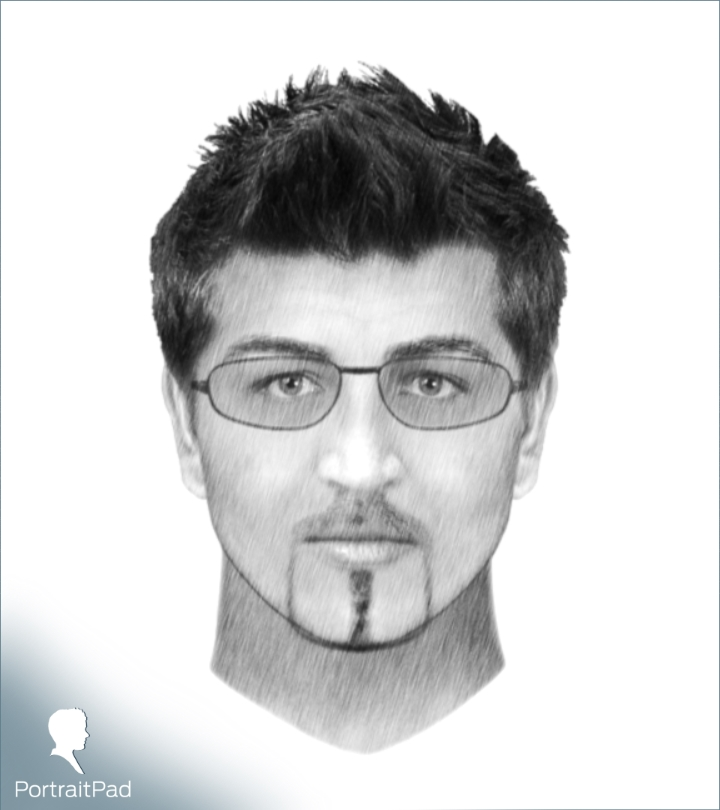
تصویر چهره‌نگاری شده رایانه‌ای با نرم‌افزار PortraitPad

چهره‌نگاری (به انگلیسی: Facial composite) بازآفرینی تصویر یک چهره است که در ذهن و حافظه یک یا چند شاهد عینی بر جای مانده است. این فرایند به‌دست هنرمند چهره‌نگار انجام می‌گیرد.
چهره‌نگاری عمدتاً در بازپرسی‌ها درباره بزه‌ها و جرایم از سویپلیس بکار گرفته می‌شود. این تصاویر و نگاره‌ها با این هدف بکار گرفته می‌شوند که بتوانند چهره مظنونان را با امید به شناسایی آنها بازسازی و بازآفرینی کنند.
پیش‌تر این فرایند به صورت دستی و از سوی شخصی به نام چهره‌نگار انجام می‌گرفت. امروزه با یاری گرفتن از نرم‌افزارهای رایانه سرعت و دقت و دامنه چهره‌نگاری تا اندازه بسیاری بهبود پیدا کرده است. این نرم‌افزارها از مهمترین و پرکاربردترین نرم‌افزارها در اداره‌های پلیس به شمار می‍روند. از این نرم‌افزارهای چهره‌نگاری در سازمان‌هایی مانند سی‌آی‌ای، اف بی آی و ارتش ایالات متحده امریکا و دیگر سازمانهای مبارزه با جرم و جنایت در کشورهای مختلف برای یافتن چهره بزهکاران مورد استفاده قرار می گیرد.

## بن‌مایه
1. ↑  «نرم‌افزار چهره نگاری». دریافت‌شده در ۱۸ آذر ۱۳۹۹.

- مشارکت‌کنندگان ویکی‌پدیا. «Facial composite». در دانشنامهٔ ویکی‌پدیای انگلیسی، بازبینی‌شده در ۷ دسامبر ۲۰۲۰.